# Mega Man (personagem)
Mega Man, conhecido como Rockman (japonês: ロックマン, Hepburn: Rokkuman) no Japão, é o personagem titular e protagonista da série de jogos Mega Man da Capcom. O personagem foi criado originalmente por Akira Kitamura para o primeiro jogo lançado em 1987, com o artista Keiji Inafune desenvolvendo as artworks originais do personagem baseadas nos sprites do jogo.
Desde sua criação o personagem foi considerado um dos principais mascotes da Capcom, e também um dos ícones mais conhecidos na indústria dos vídeo-games até os dias de hoje. Com o passar dos anos o personagem também ganhou várias encarnações criadas em jogos spin-offs distantes da série original como Mega Man X, Mega Man Legends, Mega Man Battle Network, e Mega Man Star Force. Além disso o personagem também foi estendido a protagonizar séries de animação, quadrinhos, mangás e ter sua própria linha de brinquedos no Japão.
A 1UP.com descreveu Mega Man como "o mascote maltratado da Capcom" e "um dos personagens mais incongruentes de todos os tempos", dizendo "não seria completamente incorreto supor que a popularidade da série  quase nada tem a ver com o próprio Mega Man", mas com "seus rivais, seus inimigos e suas habilidades".

## História
Originalmente Mega Man era um dos 8 robôs originais criados por Dr. Light e Dr. Wily (que foram criados logo após Proto Man que foi descontinuado). Enquanto os demais 6 robôs ocuparam cargos civis ele e sua irmã Roll passaram a ser assistentes de laboratório de Light. Porém depois que Wily roubou os outros 6 robôs para tentar dominar o mundo Mega acabou sendo reprogramado para lutar contra os robôs ganhando a habilidade de roubar seus poderes e assim deter os planos do Dr. Wily.
No decorrer da história dos jogos ele foi conhecendo novos aliados como Proto Man, Rush, Eddie, Dr. Cossack, Kalinka e Beat. Após o sétimo jogo ele se encontra com Bass, que passou a ser seu maior rival.

## Habilidades
Mega Man tem como principal habilidade a de atirar através do canhão em seu braço (chamado de Mega Buster) e sempre conseguir a habilidade do Robot Master que ele derrota a cada fase. A partir do terceiro jogo ele consegue a habilidade de deslizar para atravessar lugares mais estreitos. A partir do quarto jogo ele ganha a capacidade de dar o Charge Shot, um tiro carregado ainda maior capaz de dar mais danos nos inimigos.